# Szlovén konyhaművészet

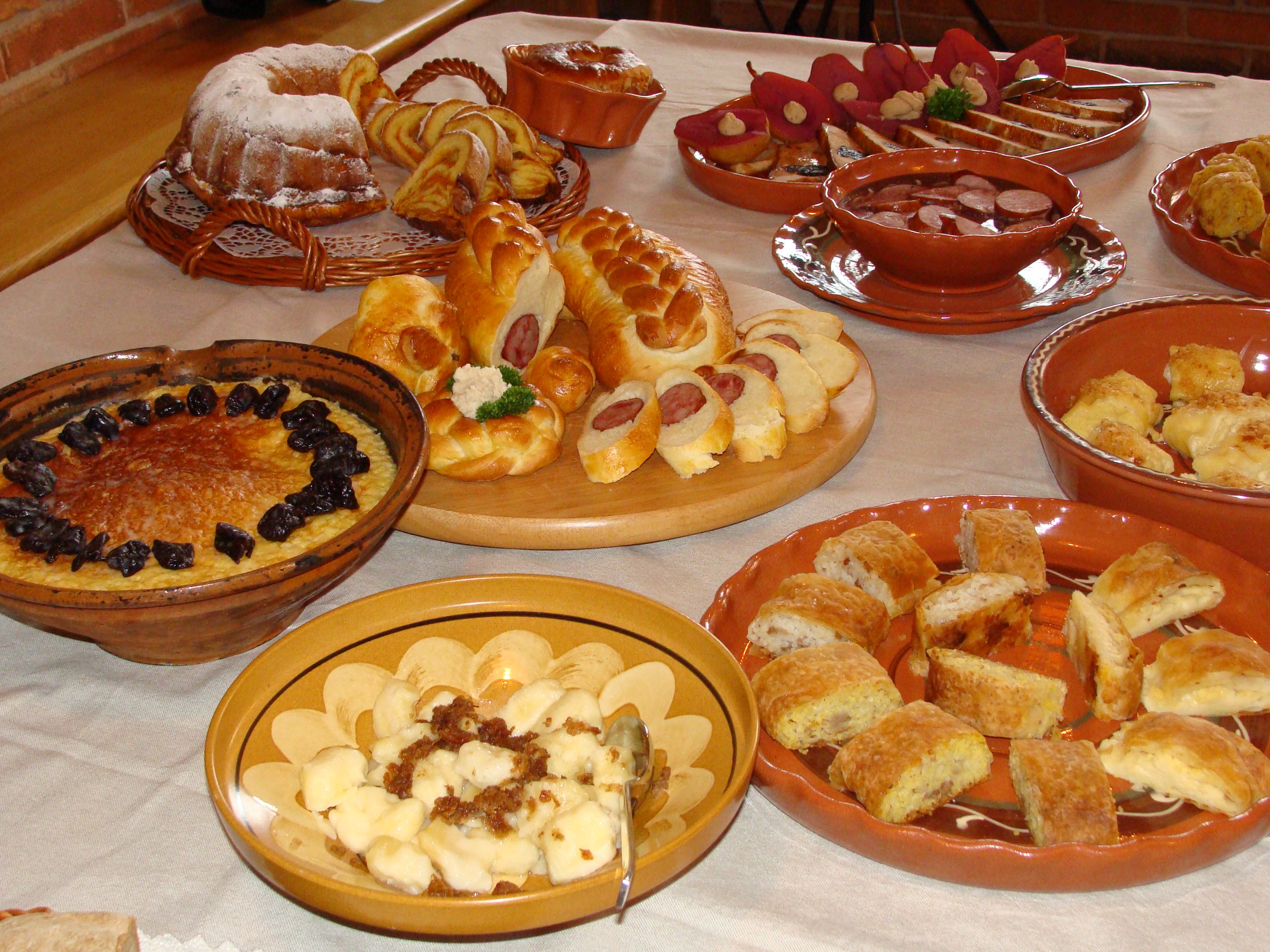
Szlovén finomságok

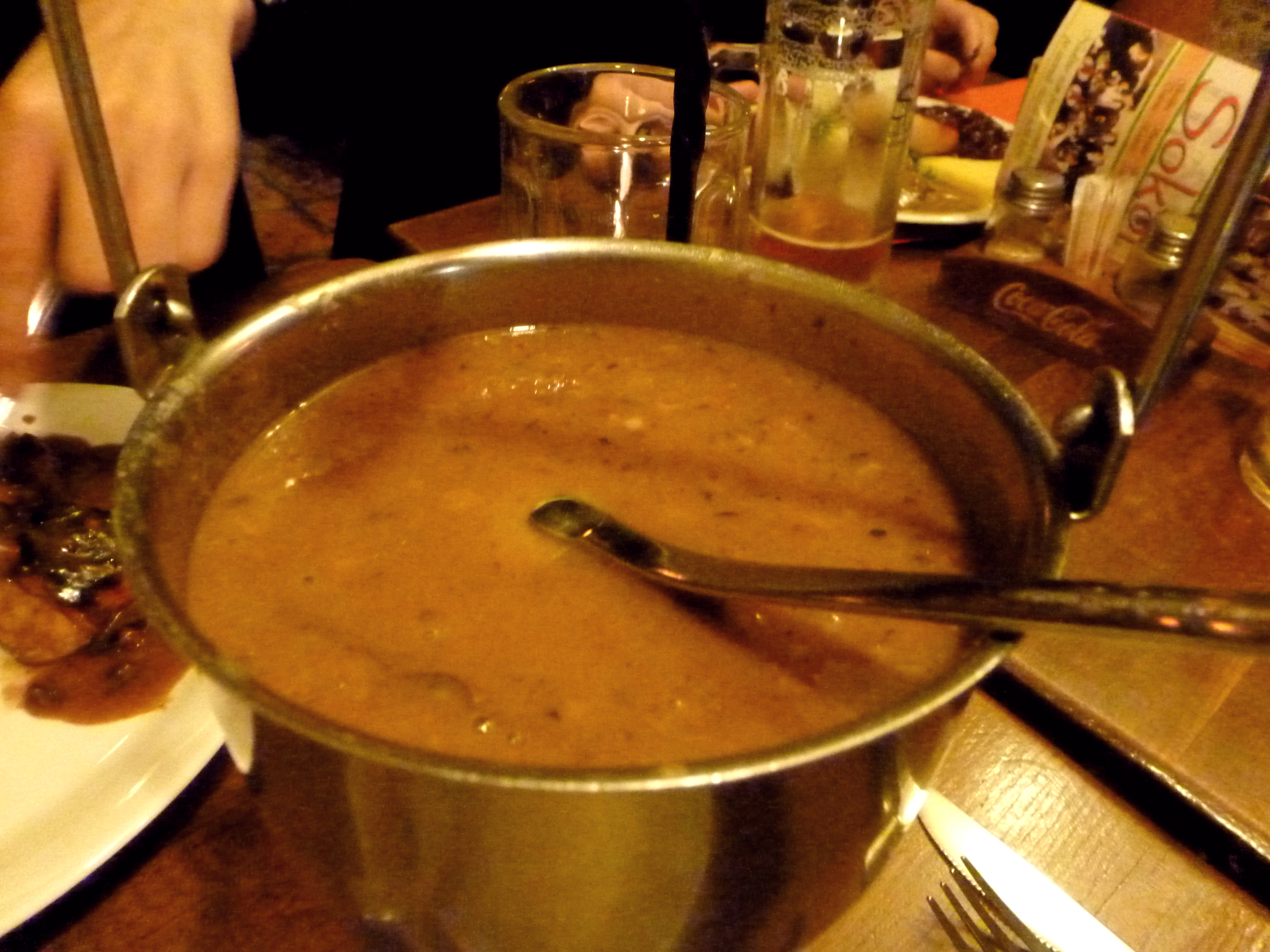
Szlovén gulyás

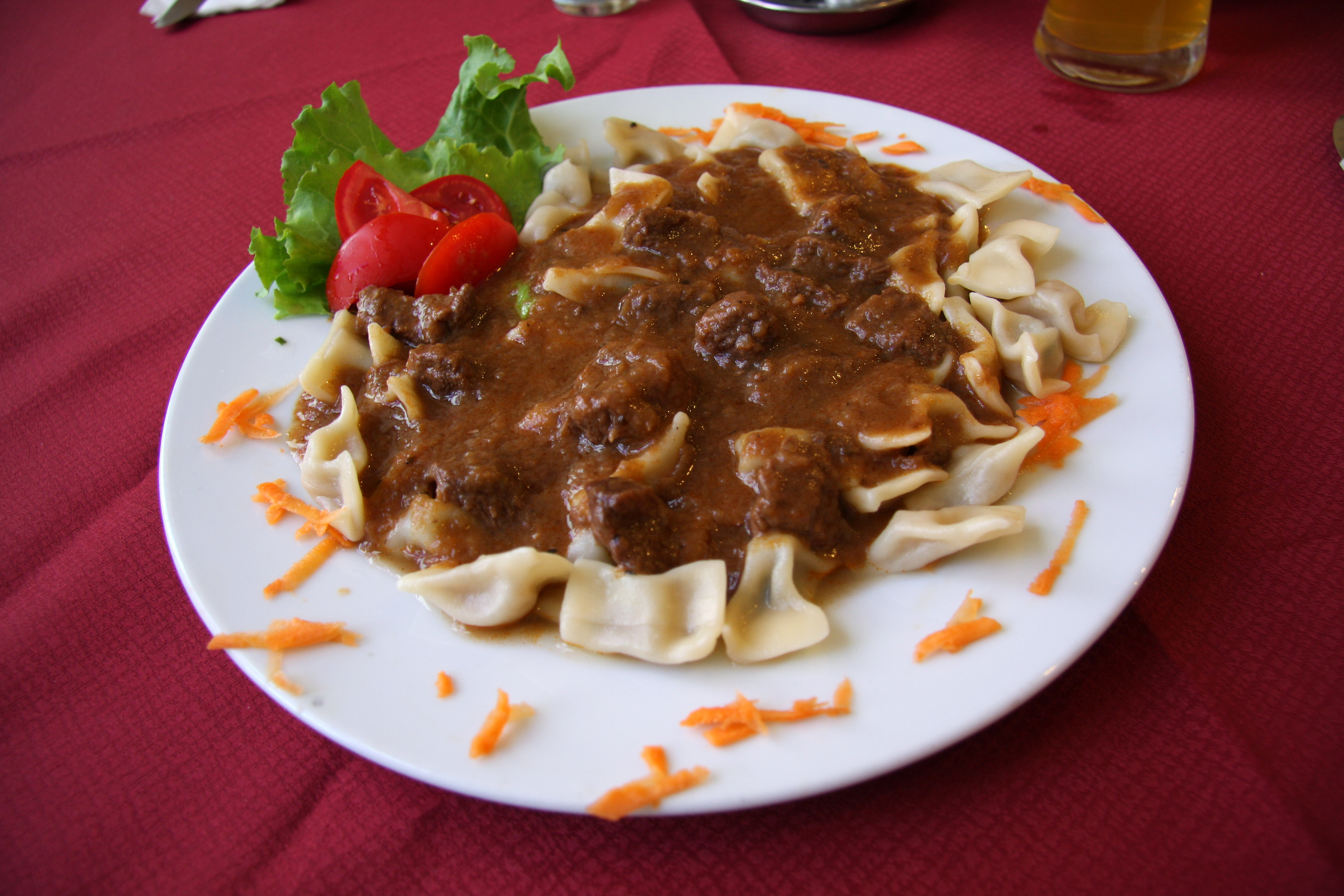
Gulyás töltött tésztával Idrija régióban

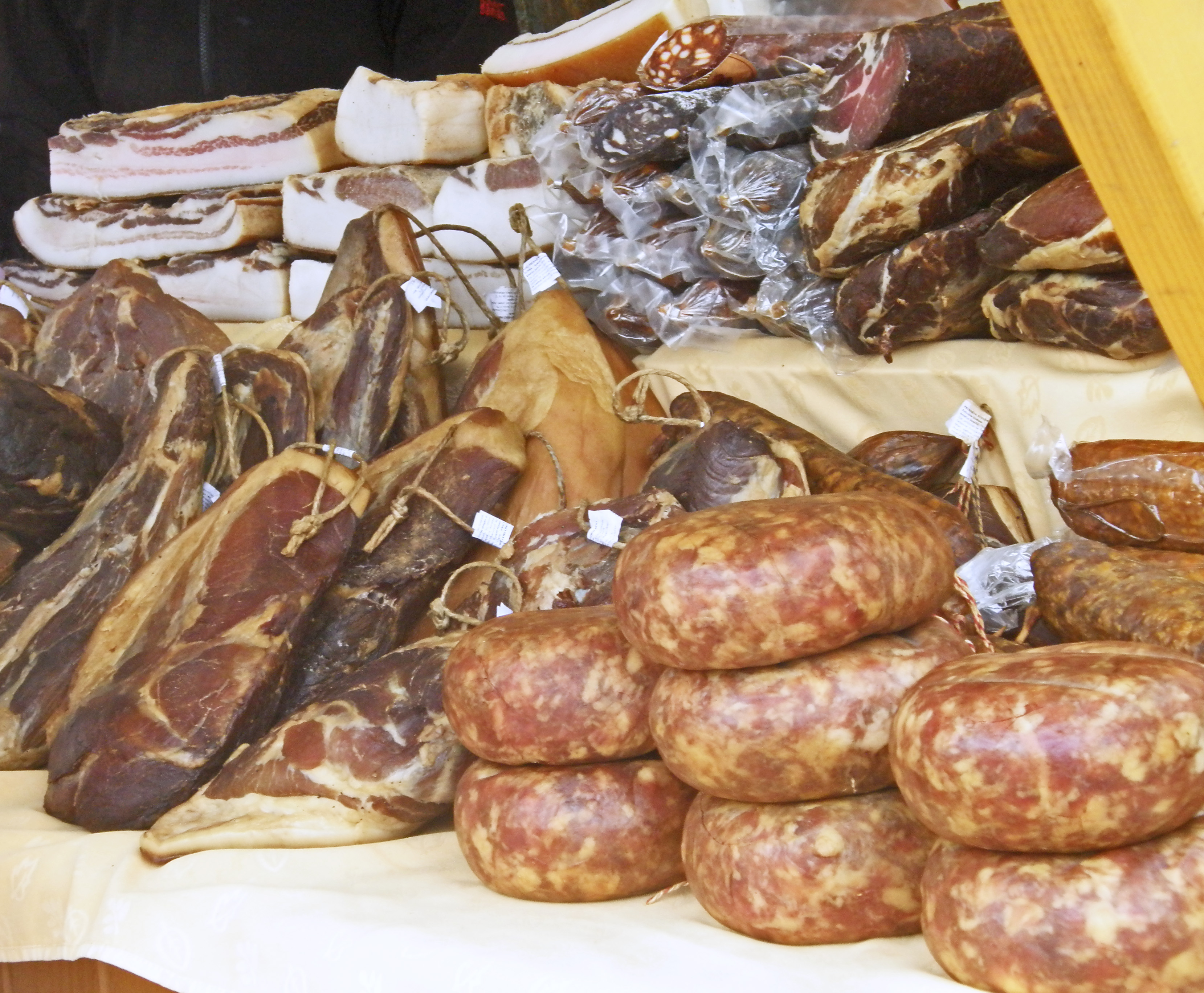
Húskészítmények

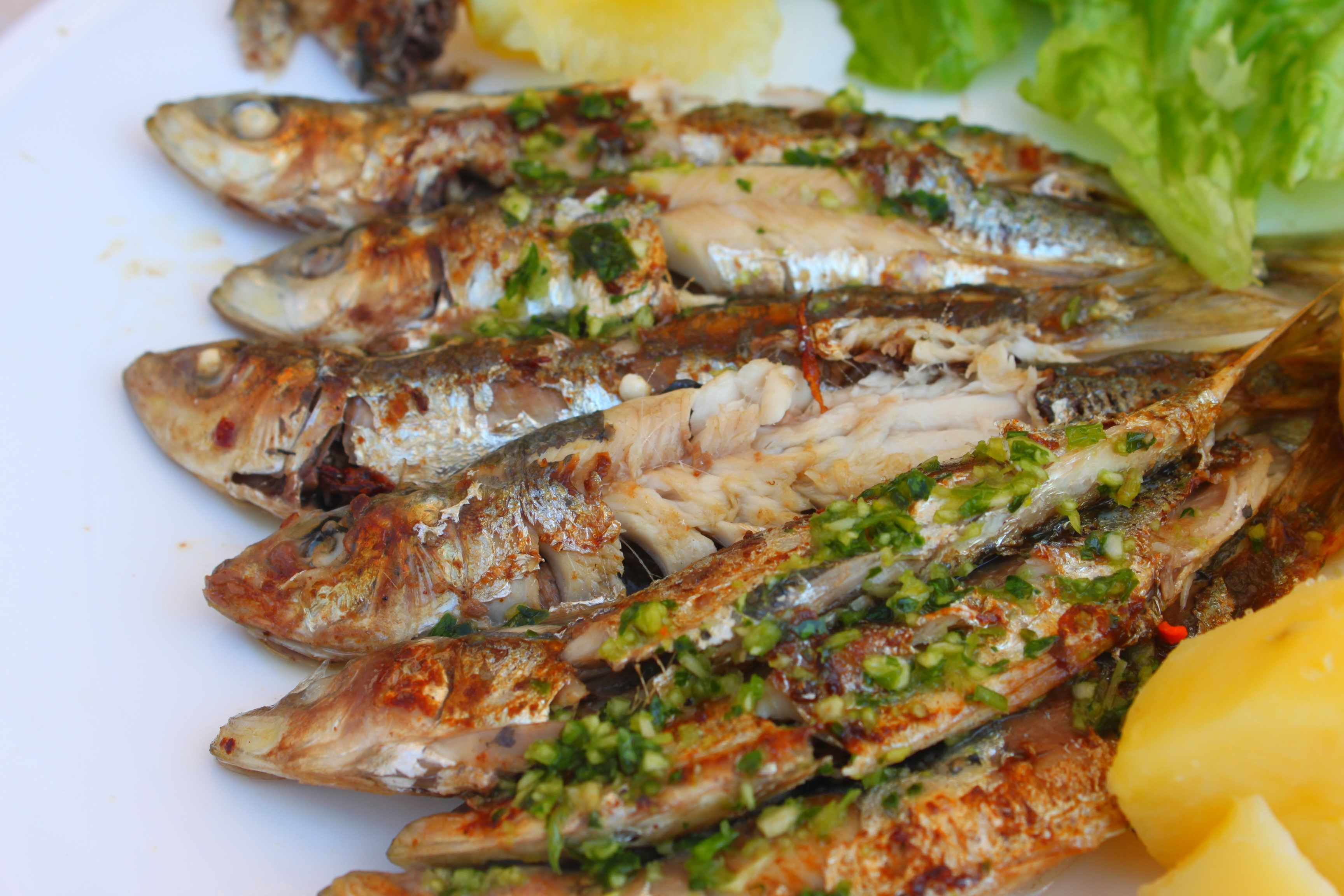
Sült szardella

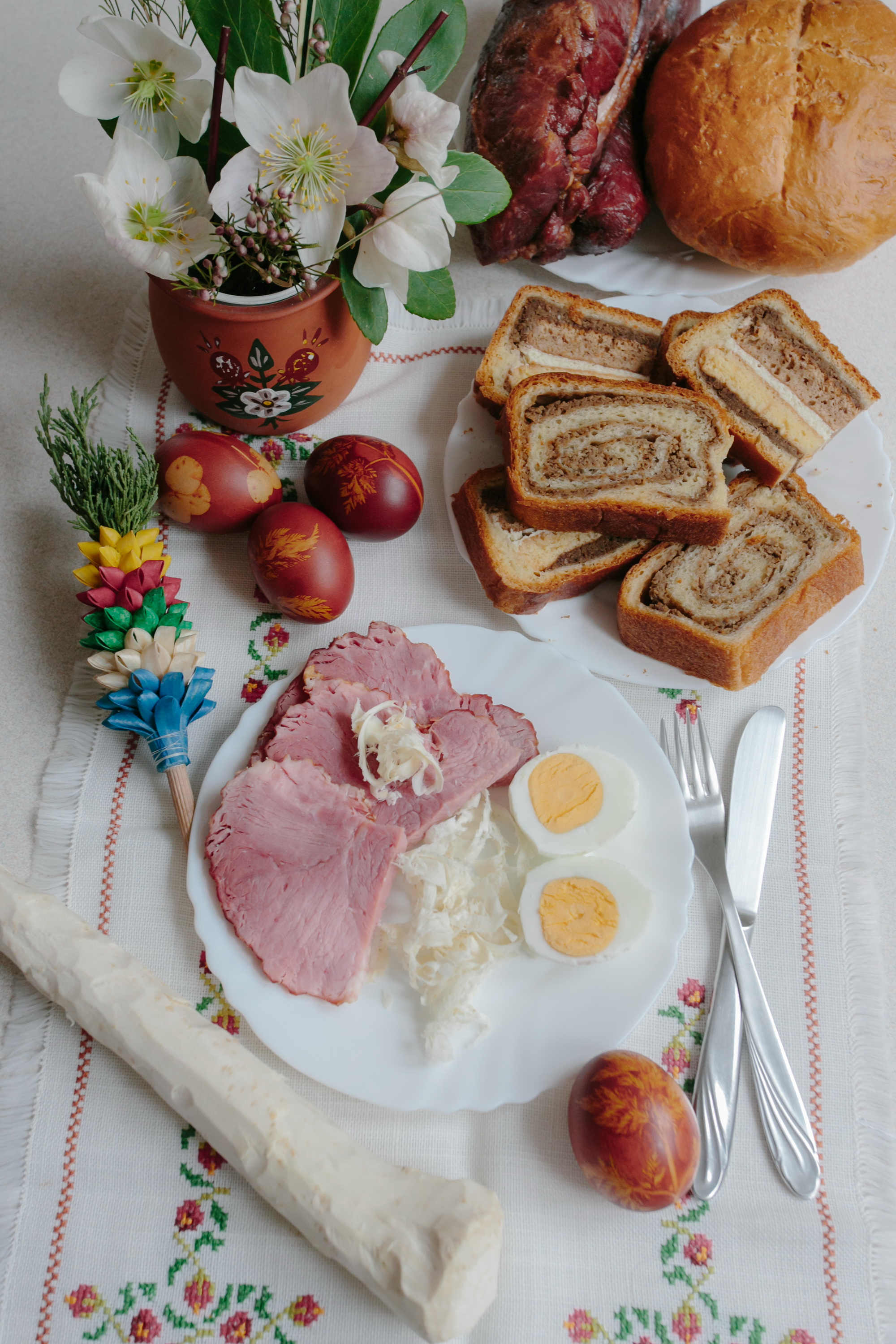
Húsvéti ünnepi reggeli poticával

A szlovén konyhaművészet (szlovénül: slovenska kuhinja) saját népi hagyományai mellett sikeresen alkalmazza a környező pannon, alpesi és földközi-tengeri tájak, azaz Magyarország, Ausztria, Olaszország gasztronómiai eredményeinek nagy részét. A fél Dunántúlnyi méretű, csekély lakosságú Szlovénia ugyanis a 20. század végéig szinte egész történelme során idegen hatalmak uralma alatt állt. A magas hegyek által erősen tagolt szlovén tájak más-más részein jelentősen különböző népi étkezési szokások alakultak ki, hasonlóképpen az országban beszélt nyelvjárások változatosságához.

## Fő összetevői
Az északkeleti, Pannónia felől érkező hatás részét alkotják a tészták és más lisztes ételek. A gulyás és a paprikás különösen keleten népszerű, de gyakorlatilag az egész országban ismerik. A sertés feldolgozása is nagyon hasonló a magyarországihoz, népszerű a kolbász mellett a hurka, a disznósajt, a töpörtyű, a kocsonya is. Az alpi hatást a kásás ételek és a kapásnövények (burgonya, bab), valamint különösen a tejtermékek nagy szerepe képviselik. Osztrák hatást mutat a rétes, a kuglóf, a palacsinta változatainak sokasága. A mediterrán térségből többek között kenyérsütési módszerek érkeztek, valamint a halak, kukoricaételek, különösen a feltéttel készült tésztaételek. Ismerik és sajátjukként kedvelik – különösen az ország tengerparti tájain – az olyan olasz ételeket, mint a gnocchi (magyarosan njoki), a ravioli, a rizottó és a pizza.

## Általános jellegzetességei
A mai szlovén étkezések fontos része a leves. Hagyományos szláv népi étel volt a hajdinából készült galuska. Az ország hatalmas erdei adták az alapját a vadételek, valamint az erdő más kincsei, így főleg a gombák felhasználása hagyományának. Ősi hagyomány, de ma is népszerű tevékenység a gombagyűjtés, és a sokféle, jól ismert gombafajt számos különböző módon elkészítve alkalmazzák az étkezésben. Szintén gyakran és sokféle formában használják fel a szelídgesztenye-erdők és a rengeteg diófa termését, utóbbit például sziruppal tartósított zöld dió formájában, desszertként, de húsételek mellé is feladják. A halak közül a hegyekben a pisztráng a gyakori az asztalokon, a tengerparton a tenger gyümölcseinek széles választéka kerül felszolgálásra. Az aranykeszeg, osztriga és más kagylók mellett gyakori és népszerű étel a rántott vagy sült kalamári.
A húsételek között a bárányhús mellett hagyományos különlegesség a kecskegida húsa, valamint a csikóhús. A savanyú káposzta készítése, ízesítése teljesen megfelel a magyar ízlésnek, de hasonló módon tartósítják a fehérrépát is.
A kukoricából készült polenta régen a kenyeret helyettesítette: a modern gasztronómiában gyakran díszítő szerepet kap, igazi szobrászművek készülnek belőle az asztalra. A  
 žlikrofi a raviolihoz hasonló tészta, snidlinggel, töpörtyűvel vagy burgonyával töltve.
A sütemények között a muravidéki magyarok körében is nagyon népszerű a gibanica, ami a réteshez hasonlít, de vastagabb tésztából készül. Tölteléke rétegenként változhat. A bejglihez hasonlító potica süteményt kuglófformában sütik ki. Ezt tartják az egyik leginkább szlovén jellegzetességnek a sütemények körében.
A bevásárlóközpontok térnyerésével az országban is megfigyelhető, hogy a nemzetközi élelmiszer láncok itt is terítik az Európában bárhol megvehető átlagos és viszonylag olcsó élelmiszereket. Szlovéniában nagy hangsúlyt fektetnek arra, hogy az országban előállított élelmiszerek jobbak, mint az import áruk. A feladatot kormányzati szinten is kiemelten kezelik, hiszen a mezőgazdasági minisztériumon belül úgynevezett első élelmiszer-ombudsman, hivatalos nevén az élelmiszer-ellátás folyamatait védő személy felügyelete alá tartozik, hogy minél kevesebb élelmiszer származzon külföldről.

## Története
A múltban a szlovén parasztgazdaságokban – csakúgy, mint más országokban – az élelem elsősorban a saját termésből származott. Az étkezés egyhangú volt, főleg puliszka, gánica, hajdinakása, tésztafélék és krumpli került az asztalra, csirke- vagy disznóhúst csak ünnepnapokon fogyasztottak. A leggyakoribb, a „leginkább szlovén” ételnek a hajdinagaluska számított. Kevés fűszert használtak, az édesítőszer a méz volt. Nagyon kevés zöldséget ettek, a gyümölcsöt gyerekeknek való ételnek tartották. Sok helyen a búzakenyeret is csak hírből ismerték. Később, az életkörülmények javulásával a fehér búzakenyér mintegy státuszszimbólum lett. A mai szlovén kenyérválaszték és a kenyerek minősége Európában a legjobbak közé tartozik.
A városi lakosok étkezése bécsi hatásokat tükrözött. A húsételek között előkelő helyen állt a bécsi szelet, a karaj különböző formákban elkészítve, a 19. században elterjedtek a felvágottak, és a kávéivás is divatba jött. Az első szlovén szakácskönyv 1799-ben jelent meg.

### Levesek
A levesek egyes tájakon feltétlen részei voltak a hagyományos szlovén étkezésnek, másutt helyette inkább tésztaféléket ettek. A Muravidéken rántott és tejfeles levesek voltak népszerűek. Reggelire is fogyasztottak ilyen levest kenyérrel. Pohorje vidékéről származik a híres szlovén savanyú leves. Kranj vidékén leginkább krumpliból vagy babból készítettek levest, valamint innen ered a nevezetes „száraz leves”, amit szárítással tartósított húsból készítettek árpadarával. Az Alpok völgyeiben a szárított hús mellé a levesbe friss zöldséget (répát, karalábét, burgonyát) főztek. A leveseknek is még számos változata létezik a különböző tájakon, gyakran egészen sűrűre, pépesre főzik. Egyes vidékeken a puliszka helyettesítette a levest. Készítették búzalisztből, hajdinából, kukoricából egyaránt, vízben vagy tejjel főzve. Helyenként zsírral is dúsították.

### Húsételek
A húsételeket hagyományosan ünnepnapokon fogyasztották. Az ország túlnyomó részében baromfiból és sertéshúsból készültek a húsételek, helyenként fogyasztottak csak marhahúst, illetve vadat, halat. A disznótor Szlovéniában is hasonló ünnepi esemény, mint Magyarországon. A disznó feldolgozása során több mint ötven alapvető terméket készítenek, köztük a rövidebb eltarthatóságú hurkák, kocsonya, disznósajt is népszerűek. Magyar szemmel érdekesség például a ledarált töpörtyű, azaz töpörtyűkrém, amit feltétként is alkalmaznak. A hosszabb ideig eltartható termékek között legalább húszféle kolbász ismeretes. A félszáraz kranji kolbász Szlovénia határain túl is ismert; durvára darált sertéshúsból és szalonnából készül. Magát a húst általában szárítással tartósítják. A szlovén karsztvidék jellegzetessége a levegőn szárított sonka (pršut), ami nagyon hasonlatos az olasz megfelelőjéhez (prosciutto). A hús tartósításának egyik módszere szerint azt lesütik, és zsírosbödönben tartják.
A disznóhús mellett a baromfi különösen Szlovénia északkeleti részén, a Pannon-síksághoz csatlakozó területen népszerű. Az ország egyes részein a bárányhús is előkelő helyen szerepel az „étlapon”. Helyenként és időnként a liba- és kacsahús került előtérbe. A csiga- és a békahús is sokfelé kedvelt étel. A tengerpart közelében a tengeri halakat olívaolajban sütik. A hegyi tavak és a folyók közelében szívesen fogyasztják a pisztrángot, pontyot és más édesvízi halakat.
A különféle, hagyományos régi rakott egytálételeket egyre gyakrabban hússal készítik. A bárányhúsos, főtt tojásos, karfiolos Vodnik saláta már a legrégibb, 1799-es szlovén szakácskönyvben is szerepelt, de ma is népszerű étel.

### Zöldség, burgonya
A zöldség (főleg a fejes káposzta, bab és a répa) és a burgonya a szlovén paraszt alapvető élelme volt a múltban és ma is az maradt, bár inkább már csak köretként fogyasztják a húsételek mellé. A burgonyát Szlovénia minden táján nagy mennyiségben fogyasztják, és a helyi nyelvjárásokban különböző nevei alakultak ki. A Muravidéken a helyi szlovének nyelvén is krumpli a neve.
A savanyított káposztát már 1840 körül lekezdték exportálni a mai Szlovénia területéről. A savanyú káposztát időnként keverik babbal, krumplival, kásával is. Elterjedt a tökfélék és az uborka fogyasztása is.

### Saláták, mártások
A saláták és mártások csak a modern korban jelentek meg a szlovén konyhaművészetben. A fejes saláta ízesítéséhez tejfelt vagy ecetes sült szalonnát is alkalmaznak. A mártások között nagyon népszerűek tormával készültek, mivel ezek a közvélekedés szerint segítik az emésztést. Néhány ünnepi ételsornak, különösen a búcsú, a farsang és húsvét idején, elengedhetetlen alkotórésze a tormaszósz.

### Sütemények, édességek
A legrégebbi az édességek között a szlovén mézeskalács, ami különösen az ország középső részén volt népszerű, már a cukor használata előtt. Rozslisztbe kevertek mézet, fahéjjal és borssal ízesítették, és általában szív alakú süteményeket készítettek belőle. A mézről és a borsról azt tartották, hogy ösztönzi a szerelmi vágyat és a nemi teljesítőképességet.
A különböző sütemények, édes tészták, fánkok készítésében is igen nagyok a különbségek az egyes régiók hagyományai között. Érdekesség, hogy a gombóc egész Szlovéniában ismert és népszerű étel. Eredetileg sokféle töltelékkel készült, ma már leginkább édességként fogyasztják. Tésztáját búza- vagy hajdinalisztből készítik, az utóbbi különösen nagyra értékelt szlovén hagyomány.
A poticát tartják a legjellegzetesebb szlovén sütemények, ez az ünnepi asztalok elengedhetetlen tartozéka. Ezt a magyarországi bejglihez hasonló kalácsfélét töltelékkel való összetekerése után különböző kuglóf-formákban helyezik el, és úgy sütik ki. Tésztája általában búzalisztből, de néha kukorica- vagy hajdinalisztből készül, tölteléke igen sokféle lehet: dió, mandula, méz, cukor, mák, szárított gyümölcs, túró, tejföl,, sőt töpörtyű, szalonna, menta, illetve ezek keverékei.
Szlovénia északkeleti részén, a Muravidéken és környékén – a magyar kisebbség körében is – a gibanica népszerűségben megelőzi a poticát. Ez a rétesre hasonlít, de tésztája vastagabb. tölteléke alapvetően túró, ebbe kevernek mézet, almát, mákot, és/vagy mazsolát.
Osztrák hatásra Szlovéniában is népszerű a császármorzsa (Carski praženec).

### Italok
A csapadékos és helyi patakokban gazdag Szlovéniában mindenütt elérhető a jó minőségű ivóvíz. Különböző jelentős ásványvízforrásaik is vannak. A gyümölcslevek már a rendszerváltás előtti Jugoszláviában is kiemelkedő minőségűek voltak, ma is gazdag a választék. Hagyományos szomjoltó a savanyú káposzta leve (zelina voda).
A hazai szeszes italok között egyaránt népszerűek a borok, sörök és a magyarországihoz hasonló gyümölcspálinkák is. A mai Szlovénia területén már a kelták, majd a rómaiak is termesztették szőlőt. Ma három nagy borvidéket különböztetnek meg, a Dráva mentit az ország északkeleti részén, ahová a nevezetes lendvai szőlőhegyek is tartoznak, a Száva menti borvidéket Celje, Krško, Novo mesto környékén, valamint a tengerparti borvidéket Nova Goricától Koperig.
Az országban nagy területen termesztenek komlót. Fejlett a sörgyártás, számos népszerű hazai márkát forgalmaznak.

### Szlovén szakácsok
Szlovénia egyik legismertebb szakácsa 2017-ben Ana Roš, aki elnyerte az egyik nemzetközi szakmai magazintól a „világ legjobb szakácsnője” címet.